# Seznam dílů seriálu Tři mušketýři
Toto je seznam dílů seriálu Tři mušketýři. Britský dobrodružný historický seriál Tři mušketýři z produkce veřejnoprávní televize BBC byl premiérově vysílán od 19. dubna 2014. V průběhu let 2014 a 2015 byly odvysílány dvě řady seriálu po 10 dílech. V českém znění jej začala vysílat od konce června 2015 televize Prima. Ještě předtím jej od poloviny září 2014 odvysílala placená televize Filmbox.

## Přehled řad
| Řada | Díly | Premiéra ve VB  | Premiéra ve VB  | Premiéra TV Prima | Premiéra TV Prima |
| Řada | Díly | První díl       | Poslední díl    | První díl         | Poslední díl      |
| ---- | ---- | --------------- | --------------- | ----------------- | ----------------- |
| 1    | 10   | 19. ledna 2014  | 30. března 2014 | 29. června 2015   | 27. července 2015 |
| 2    | 10   | 2. ledna 2015   | 27. března 2015 | 3. srpna 2015     | 6. září 2015      |
| 3    | 10   | 28. května 2016 | 1. srpna 2016   |                   |                   |

## Díly

### První řada (2014)
| Č. v seriálu | Č. v řadě | Původní název               | Český název                 | Režie            | Scénář        | Premiéra ve VB  | Premiéra TV Prima | Sledovanost ve VB (v mil.) | Sledovanost TV Prima (v mil.) |
| ------------ | --------- | --------------------------- | --------------------------- | ---------------- | ------------- | --------------- | ----------------- | -------------------------- | ----------------------------- |
| 1            | 1         | Friends and Enemies         | Přátelé a nepřátelé         | Toby Haynes      | Adrian Hodges | 19. ledna 2014  | 29. června 2015   | 9,28                       | 0,542                         |
| 2            | 2         | Sleight of Hand             | Dokonalý trik               | Toby Haynes      | Adrian Hodges | 26. ledna 2014  | 29. června 2015   | 7,58                       | 0,496                         |
| 3            | 3         | Commodities                 | Výhodný obchod              | Saul Metzstein   | Susie Conklin | 2. února 2014   | 6. července 2015  | 6,77                       | 0,294                         |
| 4            | 4         | The Good Soldier            | Dobrý voják                 | Richard Clark    | Adrian Hodges | 9. února 2014   | 6. července 2015  | 6,14                       | —                             |
| 5            | 5         | The Homecoming              | Návrat domů                 | Saul Metzstein   | James Dormer  | 23. února 2014  | 13. července 2015 | 5,91                       | 0,330                         |
| 6            | 6         | The Exiles                  | Exil                        | Andy Hay         | Ben Harris    | 2. března 2014  | 13. července 2015 | 5,62                       | —                             |
| 7            | 7         | A Rebellious Woman          | Rebelka                     | Richard Clark    | James Payne   | 9. března 2014  | 20. července 2015 | 5,69                       | 0,289                         |
| 8            | 8         | The Challenge               | Výzva                       | Farren Blackburn | Susie Conklin | 16. března 2014 | 20. července 2015 | 5,45                       | —                             |
| 9            | 9         | Knight Takes Queen          | Útok na královnu            | Andy Hay         | Peter McKenna | 23. března 2014 | 27. července 2015 | 5,25                       | —                             |
| 10           | 10        | Musketeers Don't Die Easily | Mušketýři jen tak neumírají | Farren Blackburn | Adrian Hodges | 30. března 2014 | 27. července 2015 | 5,27                       | 0,350                         |

### Druhá řada (2015)
| Č. v seriálu | Č. v řadě | Původní název               | Český název         | Režie           | Scénář                         | Premiéra ve VB  | Premiéra TV Prima | Sledovanost ve VB (v mil.) |
| ------------ | --------- | --------------------------- | ------------------- | --------------- | ------------------------------ | --------------- | ----------------- | -------------------------- |
| 11           | 1         | Keep Your Friends Close     | Drž se svých přátel | John Strickland | Adrian Hodges                  | 2. ledna 2015   | 3. srpna 2015     | 4,93                       |
| 12           | 2         | An Ordinary Man             | Jako prostý člověk  | John Strickland | Adrian Hodges                  | 9. ledna 2015   | 3. srpna 2015     | 4,78                       |
| 13           | 3         | The Good Traitor            | bude oznámeno       | Marc Jobst      | Lucy Catherine a Adrian Hodges | 16. ledna 2015  | 10. srpna 2015    | –                          |
| 14           | 4         | Emilie                      | bude oznámeno       | Andy Hay        | Ryan Craig a Adrian Hodges     | 30. ledna 2015  | 10. srpna 2015    | —                          |
| 15           | 5         | The Return                  | bude oznámeno       | Marc Jobst      | Simon J Ashford                | 13. února 2015  | 17. srpna 2015    | —                          |
| 16           | 6         | Through a Glass Darkly      | bude oznámeno       | Andy Hay        | Marnie Dickens a Adrian Hodges | 20. února 2015  | 17. srpna 2015    | —                          |
| 17           | 7         | A Marriage of Inconvenience | bude oznámeno       | Edward Bennett  | Steve Bailie                   | 27. února 2015  | 30. srpna 2015    | —                          |
| 18           | 8         | The Prodigal Father         | bude oznámeno       | Edward Bennett  | Susie Conklin a Adrian Hodges  | 6. března 2015  | 30. srpna 2015    | 4,05                       |
| 19           | 9         | The Accused                 | bude oznámeno       | Nicholas Renton | Simon J Ashford                | 20. března 2015 | 6. září 2015      | —                          |
| 20           | 10        | Trial and Punishment        | bude oznámeno       | Nicholas Renton | Simon Allen                    | 27. března 2015 | 6. září 2015      | 4,18                       |

### Třetí řada (2016)
| Č. v seriálu | Č. v řadě | Původní název        | Český název | Režie           | Scénář           | Premiéra ve Kanadě | Datum české premiéry |
| ------------ | --------- | -------------------- | ----------- | --------------- | ---------------- | ------------------ | -------------------- |
| 21           | 1         | Spoils of War        |             | Andy Hay        | Simon J. Ashford | 10. dubna 2016     |                      |
| 22           | 2         | The Hunger           |             | Andy Hay        | Simon J. Ashford | 17. dubna 2016     |                      |
| 23           | 3         | Brother in Arms      |             | Roger Goldby    | Simon Allen      | 24. dubna 2016     |                      |
| 24           | 4         | The Queen's Diamonds |             | Nicholas Renton | Jeff Povey       | 1. května 2016     |                      |
| 25           | 5         | To Play the King     |             | Roger Goldby    | Ellen Taylor     | 8. května 2016     |                      |
| 26           | 6         | Death of a Hero      |             | Nicholas Renton | Peter McKenna    | 15. května 2016    |                      |
| 27           | 7         | Fool's Gold          |             | Sue Tully       | Kelly Jones      | 22. května 2016    |                      |
| 28           | 8         | Prisoners of War     |             | Udayan Prasad   | James Payne      | 29. května 2016    |                      |
| 29           | 9         | The Prize            |             | Sue Tully       | Dusty Hughes     | 5. června 2016     |                      |
| 30           | 10        | We Are the Garrison  |             | Udayan Prasad   | Simon Allen      | 12. června 2016    |                      |